# Зириково (Гафурийский район)
Зириково (баш. Ерек) — деревня в Гафурийском районе Республики Башкортостан Российской Федерации. Входит в состав Бурлинского сельсовета. 

## География

### Географическое положение
Расстояние до:

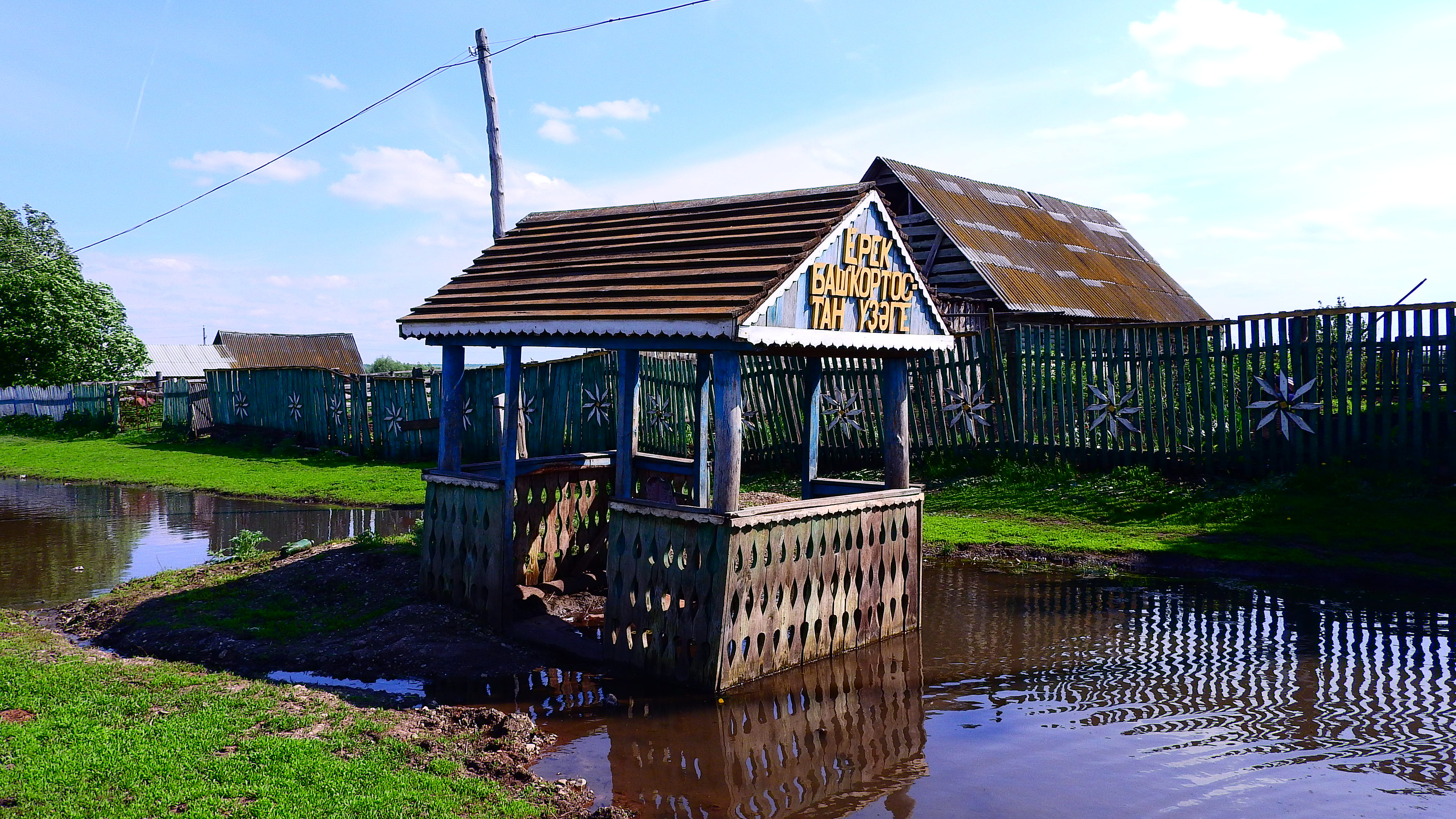

- районного центра (Красноусольский): 37 км,
- центра сельсовета (Бурлы): 6 км,
- ближайшей ж/д станции (Белое Озеро): 55 км.

## Население
| 2002 | 2009 | 2010 |
| ---- | ---- | ---- |
| 198  | ↗204 | ↘161 |

Национальный состав
Согласно переписи 2002 года, преобладающая национальность — башкиры (99 %).